# Full Moon Features
La Full Moon Features è una casa di produzione e distribuzione cinematografica con a capo il veterano dei B-movie Charles Band. È nota per le serie direct-to-video di Puppet Master, Trancers, Castle Freak e Subspecies.

## Storia

### Full Moon Productions (1988-1995)
Dopo la chiusura del suo precedente studio, la Empire Pictures, Band partì da Roma e tornò negli Stati Uniti aprendo la Full Moon Productions. L'obiettivo di Band era quello di creare film horror, di fantascienza e fantasy, con un budget limitato ma mantenendo uno stile molto simile alle pellicole ad alto costo. Negli Stati Uniti, la Full Moon strinse accordi con la Paramount Pictures e la Pioneer Home Entertainment per la pubblicazione direct-to-video su VHS e Laserdisc ed il primo film ad esser stato distribuito è stato Puppet Master di David Schmoeller del 1989.
Puppet Master divenne un clamoroso successo per la Full Moon. Al termine del film, su VHS e Laserdisc, vi era la featurette No Strings Attached, dove veniva mostrata la realizzazione del film con interviste al cast e alla crew, inclusi l'attore Paul Le Mat e lo stesso Charles Band. Le tre pellicole successive - Shadowzone, Meridian: Kiss of the Beast, e Crash and Burn (con quest'ultima la compagnia cambiò nome in Full Moon Entertainment) - presentarono tutte un making of alla fine del film. La Paramount, tuttavia, non credeva molto in questa iniziativa e forzò Band a pagare tutto il nastro aggiuntivo che serviva. Nello stesso tempo, Band ripubblicò Tourist Trap e Mutanti (film), attraverso la Paramount.
Molti anni dopo la pubblicazione di Puppet Master, iniziarono a sorgere alcune controversie. In un'intervista, il regista di The Terror Trap e Puppet Master David Schmoeller, affermò che all'epoca Charles Band gli doveva ancora dare dei soldi e che il produttore non dava mai credito ai registi. Schmoeller continuava dicendo che Band non voleva inserire il suo commento da regista nell'edizione in DVD di Puppet Master perché "potrebbe rivelare che qualcun altro abbia contribuito alla creazione del franchise più grande e di maggior successo della Full Moon."
Con la pubblicazione del quinto film della casa, Puppet Master II del 1991, la Full Moon introdusse la "VideoZone", una rubrica dedicata ai dietro le quinte: iniziava con un'introduzione di Charles Band seguita dal making-of del film appena visto, delle interviste con alcune persone coinvolte in una nuova produzione della Full Moon e dalla promozione del merchandise legato al marchio (come T-shirt o poster), trailer, e alla fine della rubrica venivano mostrate delle informazioni per contattare lo studio.
Full Moon continuò a produrre film durante tutti gli anni novanta (pubblicando anche dodici pellicole all'anno), e nel 1993 creò altri due marchi: Torchlight Entertainment, per le commedie softcore di fantascienza, e Moonbeam Entertainment, per le famiglie. Il primo film della Torchlight è stato Beach Babes From Beyond mentre quello della Moonbeam fu Prehysteria!, che divenne veramente un successo commerciale per il distributore, Paramount, ed è stato uno dei primi film della Full Moon ad esser stati venduti come dei prodotti economici sell-through (dato che la maggior parte delle pellicole Full Moon venivano vendute in VHS come articoli da noleggio a prezzi superiori ai 100 $ per ciascuna cassetta).
Da settembre del 2017, alcuni film della Full Moon sono disponibili su Amazon Video per un abbonamento mensile.

### Full Moon Studios (1995-2002)
Nel 1995, a causa della perdita d'interesse verso il mercato direct-to-video e del successo economico del noleggio, in aggiunta a delle problematiche interne, la Full Moon Entertainment si separò dal distributore Paramount. La produzione della Full Moon per Halloween nel 1995, Castle Freak, venne distribuita in videocassetta senza un visto censura.
Dopo la pubblicazione di Castle Freak e di Oblivion 2: Backlash, Band rinominò la Full Moon Entertainment in Full Moon Studios per il film Vampire Journals, ed usò il nome Full Moon Pictures per il successivo film, Hideous!. Band continuò a distribuire in proprio tutti i film dietro il marchio di Amazing Fantasy Entertainment, fino al 1999, quando alcune pellicole vennero distribuite dalla The Kushner-Locke Company.
Con la pubblicazione di Shrieker nel 1998, Band ingaggiò il regista dell'Ohio e fondatore della Tempe Entertainment, J.R. Bookwalter, che intanto si era trasferito in California. Bookwalter venne commissionato da Band per montare film, tra i quali Curse of the Puppet Master: questo capitolo della saga, creato a causa della richiesta da parte dei negozi di videocassette di un nuovo film del franchise di Puppet Master, non venne tenuto molto in considerazione dai fan del genere. Per contenere i costi (molte delle pellicole della Full Moon venivano realizzate con un budget inferiore a quelle che venivano distribuite dalla Paramount), il film venne montato utilizzando delle riprese dai primi cinque Puppet Master, assieme a del nuovo materiale. Tuttavia, il lavoro di Bookwalter venne notato dalla Full Moon su Apple.com, dove venne pubblicata una storia sul montaggio di Bookwalter di Curse of the Puppet Master sul suo iBook nella stanza di un hotel in Ohio.
Negli anni successivi, la Full Moon continuò a produrre film ed introdusse nuovi marchi:
- Alchemy Entertainment e Big City Pictures - specializzati in horror urbani e film di fantascienza.
- Surrender Cinema - sostituto di Torchlight Entertainment del quale riprende il genere di film.
- Cult Video - usato principalmente per la ridistribuzione dei film di Band prima e durante la Empire.
- Pulp Fantasy Productions - Nuovi film che non rientrano nel solito stile della Full Moon.
- Pulsepounders - Rimpiazza il marchio Moonbeam Entertainment ma si specializza nello stesso genere di film per famiglie.

Bookwalter riuscì ad ottenere la possibilità di dirigere una produzione per la Full Moon con il sequel di Witchouse, Witchouse 2: Blood Coven. È stato il suo primo film su 35mm, e grazie ad esso si aprì una nuova porta per la sua Tempe Entertainment.
Iniziando da Horror Vision, la Tempe Entertainment venne ingaggiata per produrre numerosi film della Full Moon per Band. Tutti questi film vennero girati con il DV, la prima volta per la Full Moon, e con un budget inferiore ai 60 000 $ (Witchouse 3: Demon Fire costò soltanto 26 000 $). I film venivano prodotti con delle scadenze strettissime, infatti le riprese venivano fatte in soli nove giorni. Mentre gli inconvenienti durante la produzione erano molto frequenti, questa opportunità diede maggior visibilità a Bookwalter e alla Tempe, tanto da permettergli di essere assunto per produrre film dal budget bassissimo.
Un'altra volta l'attività cambiò e Band decise di porre fine al marchio Full Moon con il film del 2002 Jigsaw.
Durante questo periodo Full Moon, Band si assicurò un programma televisivo settimanale su Sci Fi Channel dal titolo William Shatner's Full Moon Fright Night: l'attore veterano William Shatner introduceva i film della Full Moon con delle brevi panoramiche, lasciando spazio anche per interviste con famose personalità attive nella fantascienza, come Stan Lee e Jeffrey Combs. La Tempe ricevette visibilità anche qui dato che venne incluso HorrorVision in questa poco longeva serie.
Con la pubblicazione nel 2000 di The Dead Hate the Living!, Band abbandonò il nome VideoZone e produsse i dietro le quinte senza alcuna rubrica.

### Shadow Films (2002-2004)
Blockbuster Entertainment, un sostenitore di lunga data del marchio Full Moon, richiese alla compagnia di produrre uno slasher, per via della rinascita di questo sottogenere verso la fine degli anni novanta con pellicole come Scream e So cosa hai fatto. Con l'aiuto di una non accreditata Tempe Entertainment, Band produsse Bleed, e acquistò il film di Keith Walley Scared, rinominandolo in Cut Throat.
Band produsse solo altri due film ufficialmente sotto il marchio Shadow: Birthrite e Delta Delta Die!. Venne acquistato un altro film di Keith Walley, Speck. Groom Lake, un film DV di fantascienza diretto da William Shatner e prodotto da Bookwalter, divenne famoso per essere uno dei film più costosi del periodo moderno della Full Moon.
Band decise in questo periodo di riprendere una vecchia etichetta usata durante la Empire chiamata Wizard Video, dedita alla distribuzione di film di culto. Questo moderno revival vide la pubblicazione dei film della Tempe Skinned Alive e Ozone (rinominato Street Zombies). Tuttavia, a causa delle basse vendite, il film Tempe, Bloodletting (rinominato I've Killed Before), venne rimosso dalla programmazione di distribuzione.
Nel 2003, Charles Band stipulò un accordo con la 20th Century Fox per produrre un film horror a basso costo. La Fox avrebbe distribuito la pellicola mentre Band ne avrebbe tenuto i diritti. Il film venne diretto da J.R. Bookwalter, e intitolato Deadly Stingers. Nella tradizione degli insetti giganti assassini, la storia di Deadly Stingers era costituita dall'attacco di una città da parte di scorpioni giganti. Tuttavia, dopo che era stato completato, il film non venne più distribuito a causa di un declino nel settore e delle scarse vendite di un altro simile progetto Fox (escludendo quello Full Moon) intitolato Dark Wolf. Il film venne mostrato al Frightvision Horror Festival ne 2003, ma, nonostante sia stato pubblicato su Full Moon Streaming nel dicembre 2013, non è ancora stato distribuito su DVD o Blu-ray. Oltretutto, un teaser trailer del film non esiste nemmeno sul sito della Tempe Entertainment.

### La seconda Full Moon Pictures (2004-)
Alla fine del 2003, Band iniziò a lavorare al suo primo film 35 mm dopo molti anni, Dr. Moreau's House of Pain (distribuito nel gennaio del 2004), e segnò il ritorno ufficiale del marchio Full Moon Pictures. Nonostante ciò, le distribuzioni video contenevano il nome della Shadow Entertainment, mentre nel trailer del film invece veniva mostrato il logo della Full Moon Pictures.
Subito prima della pubblicazione di Dr. Moreau's House of Pain, Full Moon pubblicò Puppet Master: The Legacy, un film di montaggio con le migliori scene tratte da tutti e sette i capitoli usciti fino a quel momento di Puppet Master, con circa 20 minuti di una breve storia ed effetti speciali di bassa qualità (nelle scene in cui compaiono i pupazzi è possibile vedere i fili ai quali sono legati). Anche qui tutte le distribuzioni video mostravano il marchio Shadow Entertainment quando nel trailer appariva quello della Full Moon Pictures.
Sull'onda di Puppet Master: The Legacy, Band unì velocemente Tomb of Terror, Horrific, e Urban Evil. Questi tre film, montati dal regista HorrorVision Danny Draven, erano delle clip che mettevano in mostra il meglio nella libreria della Full Moon.
Dopo la pubblicazione di questi film, Band ribattezzò la Full Moon in Full Moon Features: con il nuovo marchio intendeva rendere più lunghi i tempi di produzione, con budget molto superiori e utilizzando il 35 mm, centrando i propri obiettivi a luglio del 2006, fatta eccezione di When Puppets and Dolls Attack!, Monsters Gone Wild!, e Aliens Gone Wild!.
Nel 2005, Charles Band si imbarcò nel Full Moon Horror Roadshow, uno spettacolo itinerante dal vivo a tema Full Moon, con Band stesso e gli interpreti dei film passati della Full Moon. Alcuni spettacoli videro anche la partecipazione del figlio Alex Band. In tutti gli spettacoli, Band organizzava un contest per dare la possibilità ad un membro del pubblico di avere una parte in un film della Full Moon. Al 2009 nessuno dei vincitori ha ancora ricevuto la propria parte. Tuttavia, il 27 agosto del 2009 Band scrisse sul suo blog che coloro che erano stati scelti avrebbero avuto effettivamente la possibilità di entrare nel cast del suo progetto successivo. Band continuò la sua tournée nel 2006, questa volta in sedi più piccole, riproponendo il suo contest. Nel 2011, i vincitori del concorso vennero contattati per diventare delle comparse nel film Gingerdead Man 3: Saturday Night Cleaver. I vincitori disponibili che poterono farlo vennero accreditati come comparse nella scena della folgorazione di massa alla pista di pattinaggio. La Full Moon ha caricato le foto dei vincitori sulla sua pagina Facebook ufficiale.
Nel 2009, Band sperava di espandere la Full Moon permettendo così di avere una programmazione simile a quella avuta nella metà degli anni novanta, con un nuovo film ogni mese. In aggiunta, la compagnia pianificò di aggiungere altri sequels in molti franchise come Puppet Master, Demonic Toys, e Head of the Family.
Nel 2012, venne reintrodotta la Videozone, facendo il suo ritorno nel DVD di Puppet Master X: Axis Rising. In aggiunta, il marchio Moonbeam Entertainment venne riproposto come Moonbeam Films.

## Serie e film più famosi
- Puppet Master - il primo franchise della Full Moon, ispirato ad un precedente film della Empire, Dolls, e al successo della United Artists, La bambola assassina. Ha generato sette sequel: Puppet Master II, Puppet Master III: Toulon's Revenge, Puppet Master 4, e Puppet Master 5: The Final Chapter durante il periodo Full Moon Entertainment, Curse of the Puppet Master e Retro Puppet Master durante il periodo Full Moon Pictures, e Puppet Master: The Legacy durante il periodo Full Moon Features. Un film per la televisione dal titolo Puppet Master vs.Demonic Toys venne trasmesso nel 2004 su Sci Fi Channel, durante il periodo Shadow Entertainment. Nel 2010 uscì Puppet Master: Axis of Evil mentre due anni dopo venne pubblicato Puppet Master X: Axis Rising.
- Subspecies - È una saga dedicata ai vampiri. Attualmente è costituito da Subspecies, Bloodstone: Subspecies II, Bloodlust: Subspecies III, e Subspecies 4: Bloodstorm (distribuito durante il periodo Full Moon Pictures). I fan della serie considerano anche Vampire Journals come parte della serie.
- Trancers - Iniziata con Trancers - Corsa nel tempo durante il lavoro di Band alla Empire, produce con il marchio Full Moon Trancers II, Trancers III, Trancers 4 e Trancers 5. Trancers 6 fu creato da Johnnie J. Young e Jay Woelfel tramite la loro Young Wolf Productions e venne distribuito da Band con il marchio Full Moon Pictures.
- Killjoy - Si concentra sul protagonista omonimo Killjoy, un clown demoniaco che viene ingaggiato per assistere a trame di vendetta in tutte e tre i film, solo per dimostrare di essere superiore a ciascun personaggio che lo invoca.
- Demonic Toys - Una serie rip off del loro franchise Puppet Master, che comprende un cross sequel dal titolo Dollman vs. Demonic Toys che include personaggi provenienti da Demonic Toys, Dollman e Radio Alien. Nel gennaio del 2010 venne pubblicato Demonic Toys: Personal Demons.
- Doctor Mordrid - Inizialmente basato sul personaggio del Dottor Strange della Marvel Comics, è uno dei film vistosi della Full Moon.
- Dragonworld - Distribuito dalla Moonbeam Entertainment, e diretto da Ted Nicolaou, racconta la storia di un giovane bambino di nome John McGowan trasferitosi in Scozia dopo aver perso i suoi genitori in un incidente stradale. Trova un drago, che lui chiama "Yowler", e ne diventa amico. Il sequel, Dragonworld: The Legend Continues venne distribuito dalla The Kushner-Locke Company negli Stati Uniti con il titolo "Shadow of the Knight".
- Il pozzo e il pendolo - Diretto dal regista di Re-Animator Stuart Gordon, è un rifacimento della storia classica di Edgar Allan Poe.
- Prehysteria! - Un film di fantascienza per famiglie su dei mini dinosauri che prendono vita.
- The Dead Hate the Living! - Il primo della Full Moon a tema zombie, ricevette un'ampia copertura su numerose riviste horror.
- Groom Lake - È un film di William Shatner su una donna morente che riceve una visita dagli alieni; noto solo per il nome e le storie dietro di esso, il film ha ricevuto soprattutto critiche negative.
- Gingerdead Man - È il franchise più recente, dove nel primo film Gary Busey interpreta un criminale condannato alla sedia elettrica che ritorna in vita sotto forma di un omino di pan di zenzero e va in cerca della donna che lo ha mandato in prigione per ucciderla. Il film è stato seguito da Gingerdead Man 2: Passion of the Crust nel 2008 e da Gingerdead Man 3: Saturday Night Cleaver nel 2011. Il crossover Gingerdead Man vs. Evil Bong venne distribuito nel 2013. La serie è permeata da una mentalità ed un umorismo tongue-in-cheek.